# ヨハン・ルーカス・フォン・ヒルデブラント
ヨハン・ルーカス・フォン・ヒルデブラント(Johann Lukas von Hildebrandt 1668年11月14日 – 1745年11月16日)は、オーストリアの建築家。

## 生涯
1668年11月14日にイタリアのジェノヴァで生まれた。母はイタリア人であり、父はドイツ人である。イタリア人の建築家カルロ・フォンタナに師事し、イタリアのローマで建築や技術を学んだ。
当初はイタリアのピエモンテで建築設計に携わっていたが、その後、オーストリアのハプスブルク家の首都ウィーンに招かれて主任宮廷建築家に着任した。
ヒルデブラントはフランスとイタリアの建築様式の影響を主とした。ヒルデブラントはウィーンを中心にダウンキンスキー邸、ベルヴェデーレ宮殿、シュヴァルツェンベルク宮殿ホーフブルク宮殿といったような多くのバロック宮殿や邸宅を築き上げた。
ザルツブルクではミラベル城を軍事技術的に城塞を改築して称賛されて、またハンガリーではザヴォイエン城を設計した。さらにウィーンのカプツィーナー教会にあるカプツィーナー納骨堂など宗教施設を多く設計した。
ハプスブルク家が中心であったが、鳴り響く名声のためバイエルン選帝侯からも招かれた。ヒルデブラントは1745年11月16日にウィーンで亡くなった。

## 建築作

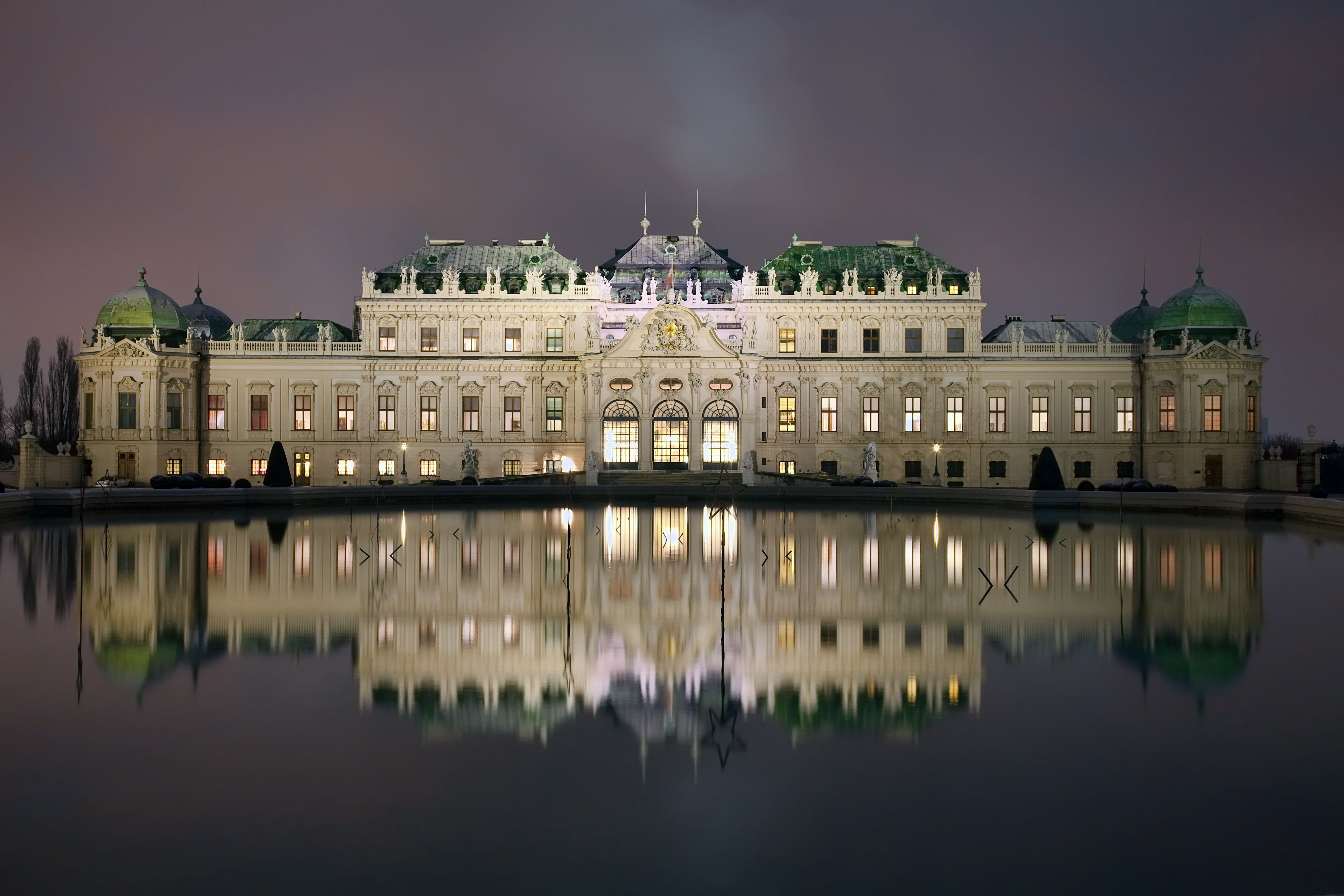

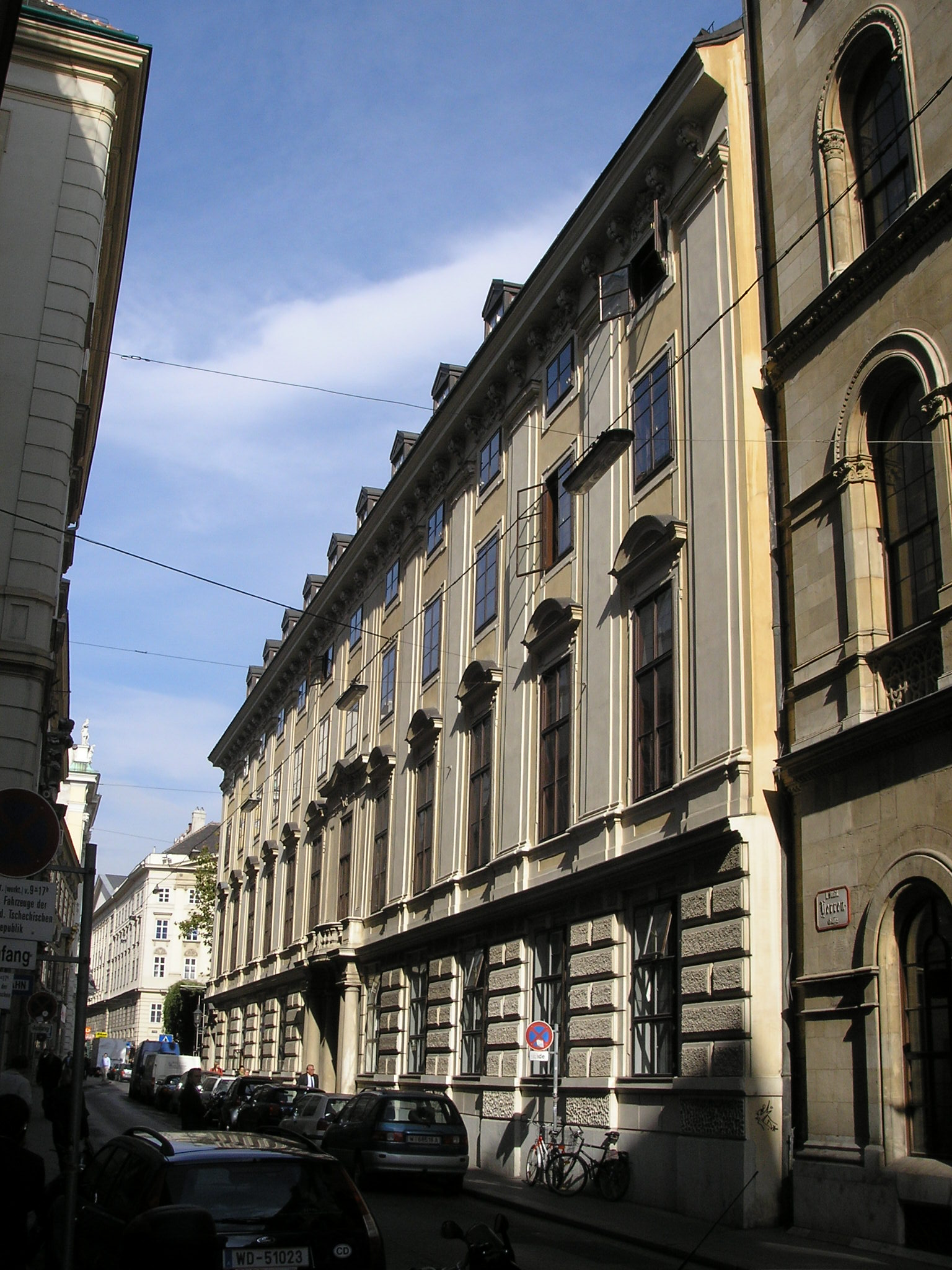